# Ольга Сергеевна
«Ольга Сергеевна» — телевизионный восьмисерийный фильм режиссёра Александра Прошкина, поставленный по повести Эдварда Радзинского «Воспоминания…».

## Сюжет
Фильм рассказывает о судьбе учёного-океанолога Ольги Сергеевны Вашкиной (Татьяна Доронина). Через всю жизнь женщина пронесла любовь лишь к одному человеку, с которым ей так и не суждено было обрести счастье.

Восемь серий картины («главы»):
1. Воспоминания…
2. Встречи через много лет
3. Париж и после
4. Успех
5. Спустя два года
6. И опять на пороге!
7. Ночные звонки
8. Испытание.

Глава 1-я. «Воспоминания». Ольга Сергеевна летит с экспериментальной базы в Москву на пресс-конференцию. В пути она вспоминает о том, как начиналась её научная карьера: студенческая премия, приглашение в лабораторию подводных исследований к профессору Никифорову, защита диссертации. Вспоминает о Владимире, обаятельном ученом, с первой встречи покорившем её.
Глава 2-я. «Встречи через много лет». Ольга Сергеевна узнает, что профессор Никифоров неизлечимо болен и намерен передать лабораторию ей. Никифоров рассказывает о существовании тетрадки с данными по дыхательным смесям, которые были собраны великим ученым профессором Лобановым. Эти исчезнувшие записи могли бы вывести лабораторию из тупика. Ольга Сергеевна встречается с Владимиром, работающим механиком на автостанции, и предлагает ему работу в своей лаборатории. Она узнает, что записи Лобанова находятся у Владимира. Она по-прежнему любит его, но возобновлять отношения не спешит.
Глава 3-я. «Париж и после…». Ольга Сергеевна едет от лаборатории Никифорова на научную конференцию в Париж. Перед отъездом она встречается с изобретателем Курдюмовым, которого приглашает к себе в лабораторию. Вернувшись из Парижа, Ольга Сергеевна навещает в больнице Никифорова, который обеспокоен тем, что лаборатория без него разваливается. Ольга Сергеевна отправляется на Каспий для испытаний дыхательных смесей. Туда же приезжает Владимир.
Глава 4-я. «Успех». Никифоров сбегает из больницы. Он недоволен делами в лаборатории. Приехав на Каспий, профессор узнает об открытии, сделанном Ольгой Сергеевной, и срочно отправляет её в Москву. Ольга Сергеевна и Владимир признаются друг другу в любви.
Глава 5-я. «Спустя два года». Ольга Сергеевна и Курдюмов проводят в лаборатории опыты с дыхательными смесями. Два года работы не дали почти никаких результатов. Руководство института вызывает Ольгу Сергеевну для отчёта.
Племянник Ольги Сергеевны Вадим, приехавший на каникулы в Сочи, знакомится с девушкой Леной, художницей из Москвы. Он влюбляется в неё, не подозревая, что Лена — сестра Курдюмова, влюбленного в Ольгу Сергеевну.
Глава 6-я. «И опять на пороге!». Два года прошло с тех пор, как умер Никифоров, и лабораторию возглавила Ольга Сергеевна, а обещанного открытия новой дыхательной смеси для подводников так и не произошло. Ольга Сергеевна продолжает испытания и добивается успеха. А в это время на юге развивается роман Лены и Вадима.
Глава 7-я. «Ночные звонки». Институт готовится к участию в международном научном эксперименте. Ольге Сергеевне предлагается опробовать новую дыхательную смесь для этого проекта. Руководство просит её форсировать испытания, поскольку в Киеве некто Ангел проводит аналогичные опыты. Ольга Сергеевна намерена провести испытания на себе. Владимир, недовольный их странными отношениями, едет на Каспий, звонит ей ночью и признается в любви. Он решает опередить свою возлюбленную и испытать дыхательную смесь на себе. Вадим и Лена решают бросить институт, уехать из Москвы в небольшой городок, чтобы начать там новую жизнь.
Глава 8-я. «Испытание». Владимир чудом остался жив после испытаний и ещё до приезда Ольги Сергеевны покинул базу. Курдюмов и Ольга Сергеевна проводят новые погружения и добиваются успеха. Теперь они готовы принять участие в международном проекте. Но киевский ученый Ангел провел испытания на неделю раньше.
Владимир уезжает из Москвы навсегда. В поисках новой жизни оставляет Москву сестра Курдюмова Лена, за ней едет Вадим. К Ольге Сергеевне приезжает Ангел и признается, что считает себя только испытателем: честь открытия дыхательных смесей принадлежит ей.

## В ролях
- Татьяна Доронина — Ольга Сергеевна Вашкина, ученый-океанолог
- Ростислав Плятт — Пётр Сергеевич Никифоров, академик, ученый-океанолог, руководитель Ольги Вашкиной в лаборатории подводных исследований
- Армен Джигарханян — Владимир, ученый-математик
- Валентин Гафт — Троянкин, сотрудник лаборатории подводных исследований Петра Никифорова
- Татьяна Карпова — коллега Ольги Вашкиной
- Олег Ефремов — Виктор Анатольевич Курдюмов
- Марина Неёлова — Елена, сестра Виктора Курдюмова
- Лев Дуров — Иван Казимирович Ангел
- Люсьена Овчинникова — Маргарита
- Анатолий Егоров — Вадим
- Сергей Проханов — Никита
- Варвара Сошальская — мать Вадима
- Зоя Василькова — тётя Дуся, мать Никиты
- Иван Соловьев — Зорков
- Елена Фадеева — жена Зоркова
- Алла Будницкая — Вика
- Николай Парфёнов — Филипченко
- Ефим Копелян — Александр Александрович Дубровский, директор морского института
- Вячеслав Невинный — Вова Ромашко, дядя Вадима
- Виктор Хохряков — Фёдор Николаевич
- Константин Райкин — Пилипенко
- Валентина Талызина — Галина
- Галина Соколова — гипнотизёрша
- Наталья Медведева — дежурная
- Тигран Давыдов — Лёша
- Ростислав Янковский — писатель
- Леонид Броневой — Тютяев
- Вера Ольховская, Вера Альховская — секретарша Фёдора Николаевича
- Людмила Гарница — Люся Беляева
- Владимир Липпарт — дедушка
- Юрий Перов — помощник Курдюмова
- Генриэтта Ромодина — секретарь лаборатории Никифорова и Ольги Сергеевны

## Съёмочная группа
- Режиссёр: Александр Прошкин
- Автор сценария: Эдвард Радзинский
- Операторы: Андрей Тюпкин, Александр Шапорин
- Композитор: Микаэл Таривердиев
- Художники-постановщики: А. Грачев, Игорь Морозов
- Текст песен: Давид Самойлов, Андрей Вознесенский
- Исполнение песен: Иосиф Кобзон, Микаэл Таривердиев
- Звукорежиссеры: Э. Олейникова, Изольда Преснякова
- Монтаж: М. Инешина

## Музыка
В фильме звучат песни «Память» (музыка Микаэла Таривердиева, слова Давид Самойлов) и «Не исчезай» (музыка Микаэла Таривердиева, слова Андрей Вознесенский) в исполнении Иосифа Кобзона. Обе песни были исполнены в финале ежегодного фестиваля «Песня года» - в 1976 и 1978 году.